# 마이클 제하프 비보
마이클 제하프 비보(Michael Zehaf-Bibeau, 1982년 10월 16일 ~ 2014년 10월 22일)는 2014년 10월 22일 발생한 2014년 오타와 총격 사건의 범인이다. 1982년 10월 16일 캐나다 몬트리올에서 태어났다. 국적은 캐나다로, 본래 이름은 마이클 조셉 홀(Michael Joseph Hall)이다. 그의 어머니 수잔 비보는 캐나다 연방 이민난민위원 부의장을 맡고 있는 공무원이고 아버지는 리비아 출신 사업가다. 부모는 1999년에 이혼했다.

## 개요
2014년 10월 22일 캐나다 오타와에 위치한 국회의사당 '팔러먼트 힐’(Parliament Hill)에 침입, 오전 10시쯤 전쟁 기념탑 앞에서 보초를 서던 경비병을 총을 난사해 살해하고 의사당 본 건물 회의장으로 진입하다 의회 경위인 케빈 비커스에 의해 사살됐다. 당시 의사당 회의장에서는 스티븐 하퍼 총리와 여당 의원들이 회의 중이었다. 마이클 비보는 범행 당시 IS를 연상시키는 검은색 옷에 아랍식 스카프를 착용했다.
2004년에는 마약과 강도 혐의로 60일형을 선고받아 복역했고, 2011년 브리티시 컬럼비아 주에서 은행 강도를 저질러 체포 되기도 했다. 2014년 7월에는 터키로 출국하려다 고위험군 여행자로 분류되어 여권을 압수 당하며 출국금지 조치를 당하기도 했다.

## 같이 보기
- 버지니아 공대 총기 난사 사건